# Before Yesterday We Could Fly
Before Yesterday We Could Fly (em portuguêsː Antes de ontem podíamos voar) é uma exposição de arte afrofuturista, localizada no Museu Metropolitano de Arte, em Nova Iorque, que recria como poderia ser uma casa de uma moradora da Vila Seneca, uma comunidade negra nova-iorquina, que foi demolida em 1857 para construírem no local o Central Park.
A equipe de criação foi liderada pela designer de produção Hannah Beachler, com participação dos curadores do museu Ana Matisse Donefer-Hickie, Ian Alteveer e Sarah Lawrence, e a historiadora Michelle Commander. E a instalação foi inaugurada em 5 de novembro de 2021.
O nome da exposição é referente a uma lenda afro-americana do século XIX, que serviu de inspiração ao livro infantil de Virginia Hamilton "The People Could Fly", onde um grupo de africanos ocidentais voaram de volta para casa, como resistência à sua escravização no Novo Mundo.

## Características

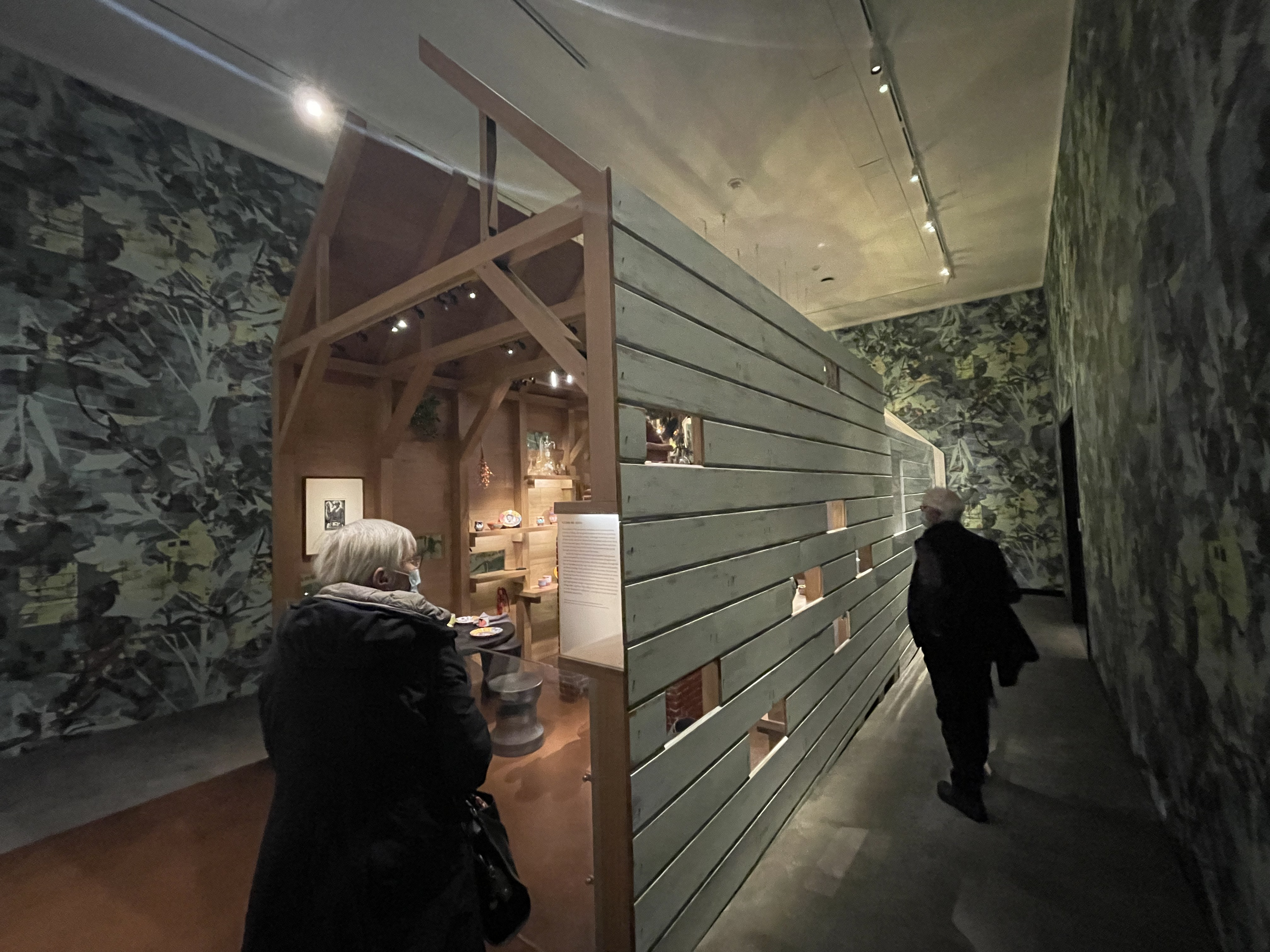
Estrutura externa da casa

A instalação recria como poderia ser uma casa de uma moradora negra e sua família na antiga e inexistente Vila Seneca, se não tivesse sido destruída. A casa possui planta aberta, com a cozinha integrada a sala de estar, e a estrutura externa é de tábuas. Os objetos podem ser vistos através de lacunas nas paredes externas e uma área totalmente aberta nos extremos.
Na sala de exposição, foi instalado um papel de parede, trabalho do artista nigeriano Njideka Akunyili Crosby, que recebeu o nome de "Prosperando e Potencial, Deslocado (De novo e de novo e...)". Foi impresso em vinil a jato de tinta, apresenta um mapa de pesquisa da Vila Seneca, imagens de artefatos descobertos durante uma escavação arqueológica no local realizadas em 2011, fotografias vintage de nova-iorquinos negros do século XIX e silhuetas da planta de quiabo em diversos tons de verde. A sala de estar, que representa o contemporâneo, é feita de aço e plexi branco. No centro da sala, está uma televisão analógica de cinco lados, criação da diretora nigeriana britânica Jenn Nkiru, que projeta um filme em preto e branco de uma família afro-americana do século XIX.
A cozinha, que representa o passado, é feita em madeira. Há um frasco de grés, feito por Thomas W. Commeraw, um afro-americano livre e residente do Lower East Side no século XVIII. No centro da cozinha, está a chaminé com a obra de grés "Digable Underground", de Roberto Lugo.

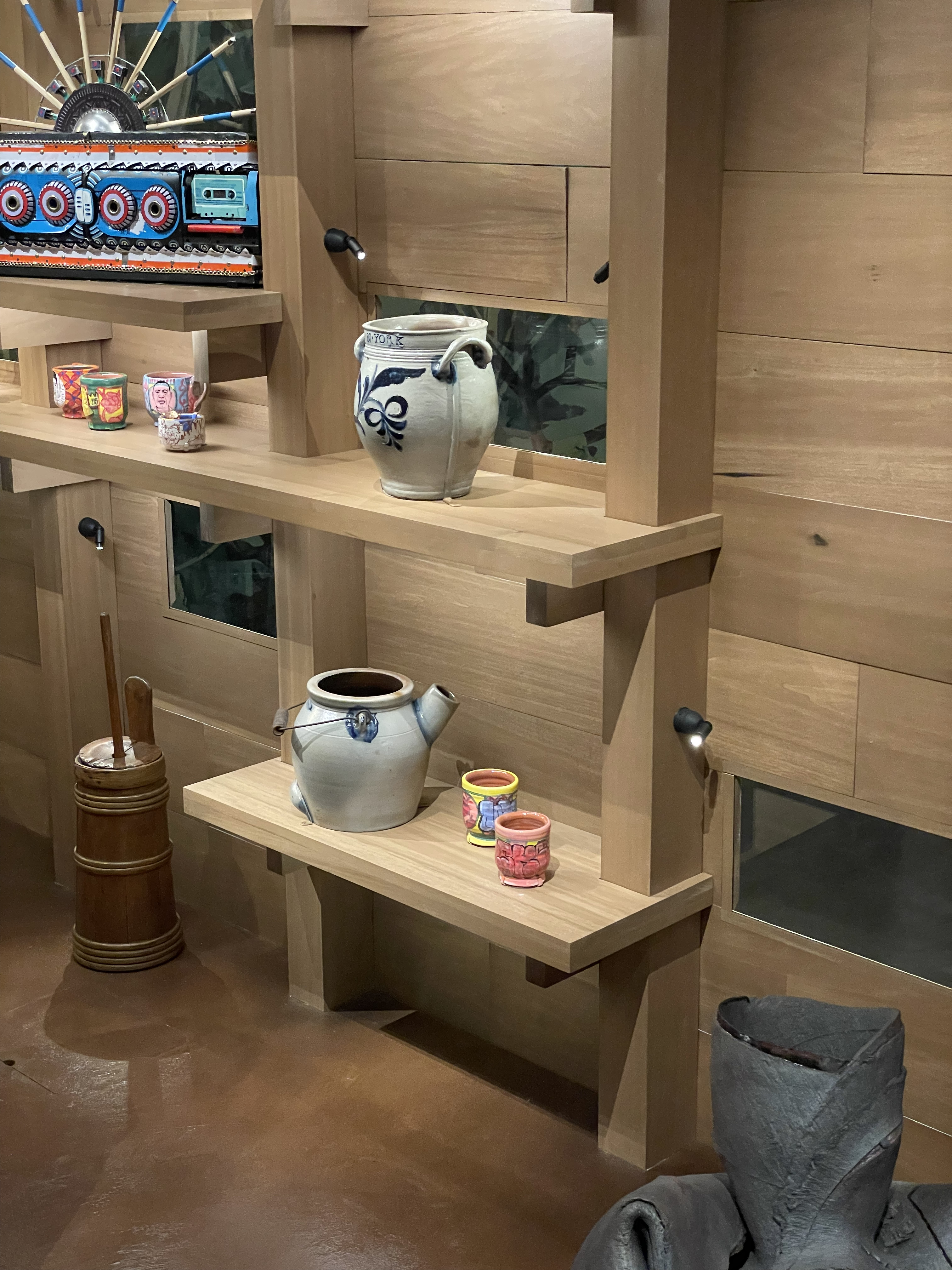
Cerâmicas de Thomas W. Commeraw.

Na exposição, há uma variedade de objetos de séculos, lugares e culturas diferentes. Como um lustre, criação do designer nigeriano-americano Ini Archibong e Matteo Gonet; serigrafia "Jitterbugs II", feita por William Henry Johnson; pintura "Andrea Motley Crabtree, a primeira", obra de Henry Taylor; cerâmicas de Roberto Lugo; um pente de cabelo de borracha, criação de Charles Goodyear; a obra de arte "Shine", do artista Willie Cole; a escultura "Miyale Ya Blue", d o artista queniano Cyrus Kabiru; um crucifixo do Congo, do século XVII; o vestido "Justice of Ezili", da artista haitiana Fabiola Jean-Louis, feito com de folhas de ouro de 24 quilates, cristais Swarovski e resina; um linocut de Sojourner Truth; uma colagem de Lorna Simpson; um par de sapatos amarelos de Sheila Pontes; uma mesa de teca, feita pelo artista sul-africano Chuma Maweni; assentos de Atang Tshikare e Chuma Maweni, fornecidos pela galeria Southern Guild da África do Sul.